# Afterglow (album de Black Country Communion)
Pour les articles homonymes, voir Afterglow.
Albums de Black Country Communion
Live Over Europe
(2011) BCCIV
(2017)
Afterglow est le troisième album du groupe américain Black Country Communion, paru le 29 octobre 2012.
Le groupe se sépare à la suite de cet album en raison de nombreux conflits entre Glenn Hughes et Joe Bonamassa. Il se reforme en 2017 et publie BCCIV.

## Historique

### Contexte
À la suite de la sortie de leur second album, intitulé 2, Black Country Communion s'embarque pour une tournée promotionnelle aux États-Unis et en Europe et sortent un album vidéo nommé Live Over Europe. En janvier 2012, la presse spécialisée révèle que le groupe va commencer à travailler sur un troisième album et qu'il paraîtra en fin d'année. L'écriture des paroles prend un certain temps et se termine au bout de six mois comme l'explique Glenn Hughes.

### Enregistrement
Black Country Communion commence l'enregistrement d'Afterglow le 10 juin 2012 au Revolver Studio à Thousand Oaks en Californie. Tout comme les précédents albums, le groupe dévoile de nombreuses vidéos dites « behind-the-scenes » pour expliquer la trame du nouvel opus.

## Caractéristiques artistiques
Lors de sa présentation à la presse, Afterglow est décrit comme « riche en hooks, mélodies et chorales ». Hughes voulait en effet que l'album contienne plus de « moments acoustiques » que les deux précédents. Durant une analyse morceaux par morceaux, Hughes détaille certaines des chansons. Ainsi, il considère que Big Train est « très excentrique et sonne britannique » tandis que Confessor est « lent et groovy » comme No Time sur Black Country.
Dans une interview, Hughes explique que les paroles d'Afterglow sont « une sorte de continuation [des albums précédents] » et ajoute « il y aura des trucs plus sombres par là, parce que les paroles que j'écris sont plutôt sombres ».

## Critiques
De manière générale, Afterglow est bien accueilli par les critiques. Eduardo Rivadavia du site AllMusic considère que les chansons de cet opus sont « plus spontanées que les extravagances zeppeliniennes souvent surexploitées qui dominent le 2 ».

## Titres
| 1.    | Big Train         | Glenn Hughes         | 4:17 |
| 2.    | This Is Your Time | Jason Bonham, Hughes | 4:32 |
| 3.    | Midnight Sun      | Hughes               | 5:17 |
| 4.    | Confessor         | Hughes               | 5:08 |
| 5.    | Cry Freedom       | Hughes               | 5:09 |
| 6.    | Afterglow         | Hughes               | 6:06 |
| 7.    | Dandelion         | Hughes               | 4:02 |
| 8.    | The Circle        | Hughes               | 7:01 |
| 9.    | Common Man        | Bonham, Hughes       | 5:26 |
| 10.   | The Giver         | Hughes               | 5:23 |
| 11.   | Crawl             | Hughes               | 5:30 |
| 57:51 |                   |                      |      |

| Edition limitée bonus DVD | Edition limitée bonus DVD       | Edition limitée bonus DVD | Edition limitée bonus DVD | Edition limitée bonus DVD | Edition limitée bonus DVD | Edition limitée bonus DVD | Edition limitée bonus DVD | Edition limitée bonus DVD | Edition limitée bonus DVD |
| No                        | Titre                           | Durée                     |                           |                           |                           |                           |                           |                           |                           |
| ------------------------- | ------------------------------- | ------------------------- | ------------------------- | ------------------------- | ------------------------- | ------------------------- | ------------------------- | ------------------------- | ------------------------- |
| 1.                        | Making of Afterglow             | 45:00                     |                           |                           |                           |                           |                           |                           |                           |
| 2.                        | Afterglow (clip)                | 5:59                      |                           |                           |                           |                           |                           |                           |                           |
| 3.                        | This Is Your Time (music video) | 4:33                      |                           |                           |                           |                           |                           |                           |                           |
| 4.                        | Confessor (music video)         | 5:12                      |                           |                           |                           |                           |                           |                           |                           |
| 5.                        | Midnight Sun (music video)      | 4:42                      |                           |                           |                           |                           |                           |                           |                           |
| 65:26                     |                                 |                           |                           |                           |                           |                           |                           |                           |                           |

## Classement
| Classements (2012)            | Meilleure position |
| ----------------------------- | ------------------ |
| Allemagne (Media Control AG)  | 9                  |
| Autriche (Ö3 Austria Top 40)  | 19                 |
| Belgique (Flandre Ultratop)   | 87                 |
| Belgique (Wallonie Ultratop)  | 73                 |
| Écosse (OCC)                  | 24                 |
| France (SNEP)                 | 63                 |
| Irlande                       | 98                 |
| Pays-Bas (Mega Album Top 100) | 32                 |
| Norvège (VG-lista)            | 24                 |
| Suède (Sverigetopplistan)     | 18                 |
| Suisse (Schweizer Hitparade)  | 44                 |
| Royaume-Uni (UK Album Chart)  | 29                 |
| États-Unis (Billboard 200)    | 48                 |